# Inca Camacho
Der Berg Inca Camacho (auch Cerro Incacamachi) liegt am westlichen Rand des Altiplano und ist Teil der  Anden-Hochgebirgskette der Cordillera Occidental in Bolivien.
Der Inca Camacho hat eine Höhe von 4792 m und bildet zusammen mit dem benachbarten Pacha Kkollu Quimsa Misa (4702 m) einen Doppelgipfel, der aus der hier gut 3.700 m hohen Hochfläche herausragt. Der Berg liegt etwa 100 km westlich des Poopó-Sees und 40 km nördlich des Salar de Coipasa. Größte Ortschaft am Inca Camacho ist die Landstadt Huachacalla mit 2.025 Einwohnern (Fortschreibung 2010) an seinem nordwestlichen Rand.
Der Inca Camacho ist ein Schichtvulkan, dessen Entstehung im Quartär vermutet wird, das heißt innerhalb der letzten etwa zwei Millionen Jahre.